# Danielle April
Pour les articles homonymes, voir April.
Danielle April, née le 1er juillet 1949 à Rivière-du-Loup, au Québec, est une artiste canadienne œuvrant dans les domaines de la peinture, de la sculpture, de la photographie, de l’installation, de la gravure et du dessin.

## Biographie
Danielle April étudie l'art à l'École des beaux-arts de Québec et obtient son diplôme en 1971, suivi d'un baccalauréat en arts visuels de l'université Laval en 1972,.
Elle vit et travaille à Québec. Le temps et la mémoire sont des thèmes récurrents dans ses œuvres d'art. En 2002, April reçoit le prix d'Excellence de la culture vidéo de la ville de Québec.

## Œuvres

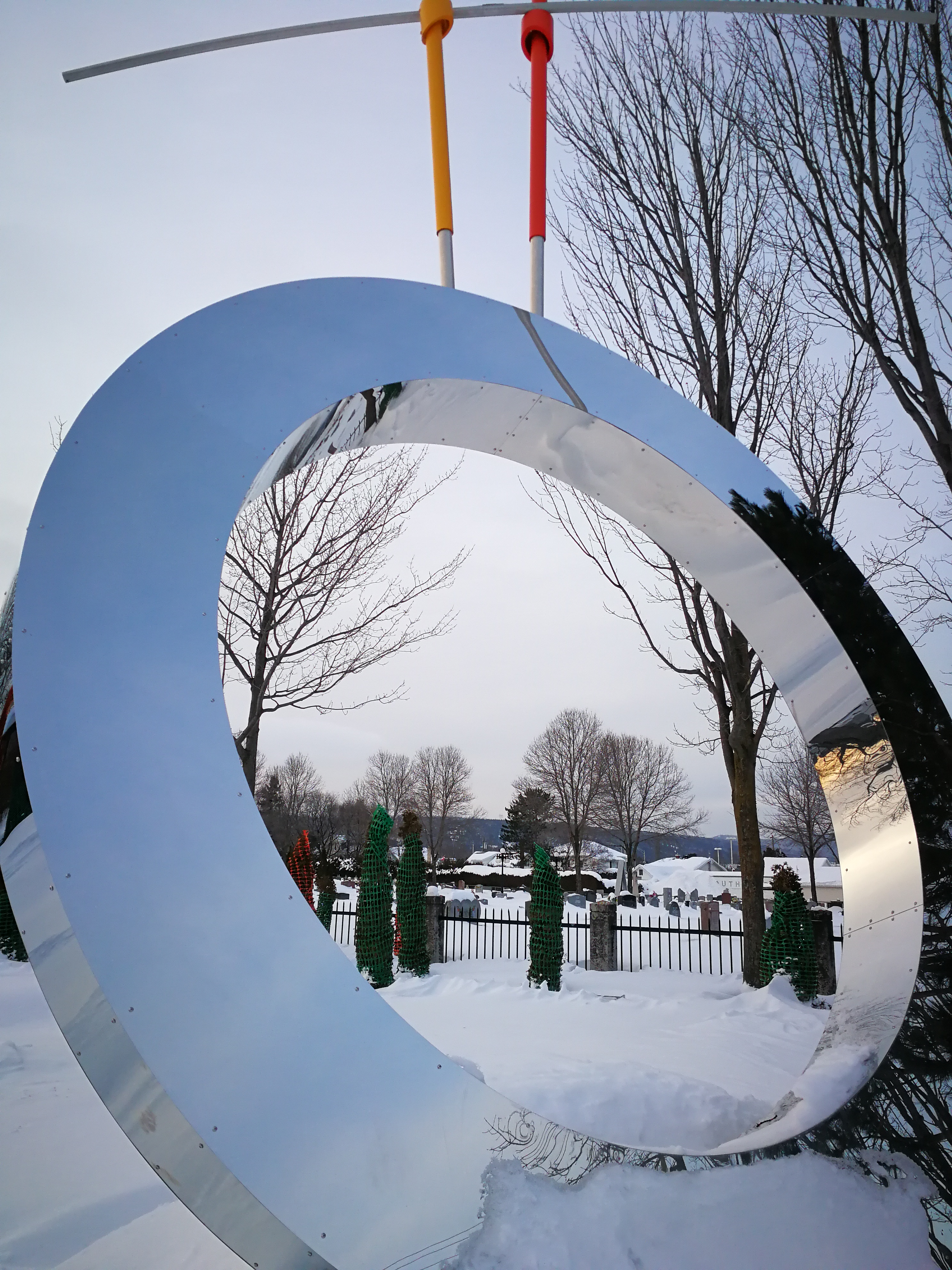
Équilibre précaire, Place du citoyen, Baie-Saint-Paul, Québec.

- Attente illusoire III, 1983, techniques mixtes, Musée national des beaux-arts du Québec[4]
- Équilibre précaire, 2009, sculpture, Parc du citoyen, Baie-Saint-Paul, Québec[1]

## Musées et collections publiques
- Galerie de l'UQAM
- Musée d'art contemporain des Laurentides
- Musée national des beaux-arts du Québec
- Musée régional de Rimouski
- La Pulperie de Chicoutimi
- Simon Fraser Gallery